# Kapfenberg
Kapfenberg es la tercera ciudad más poblada de Estiria, se encuentra en el distrito judicial de Bruck y en el distrito político de Bruck-Mürzzuschlag. Se ubica entre Kindenberg y el río Mürz en Murzal.
Se sabe que fue nombrada por primera vez en el año 1145, siendo mencionada oficialmente como la ciudad de la industria del acero local. Se encuentra próxima a la montaña Erzberg en Eisenerz y posee la energía hidroeléctrica suficiente para dar lugar a varias vías férreas. Incluso sin la producción de acero, Kapfenberg sus empresas se encuentran entre los principales empleadores de la región.
En 1173 se documentó por primera vez el que continúa siendo uno de los festivales caballerescos más grandes de Austria en el castillo Burg Oberkapfenberg.

## Composición de Kapfenberg

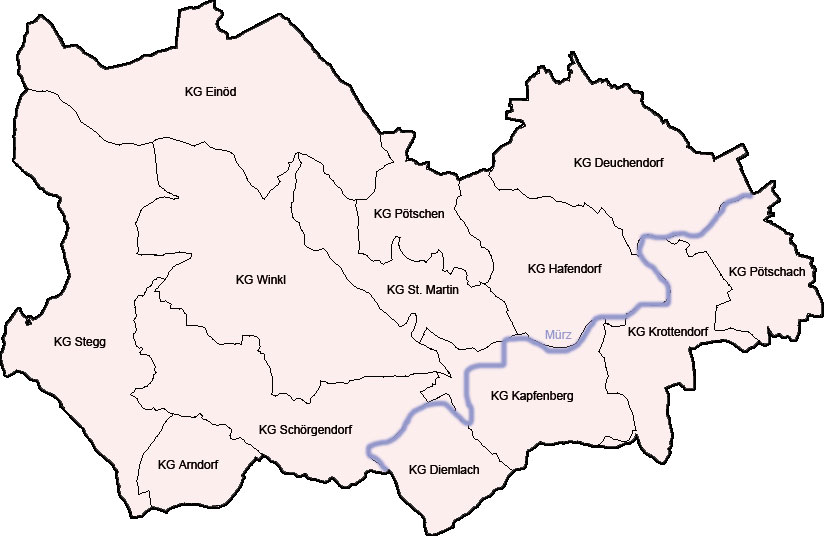
Subdivisiones de Kapfenberg.

El área del municipio es de 6 122,79 hectáreas. El municipio tiene una circunferencia de 45,1 kilómetros. La expansión del mismo en dirección norte-sur es de unos 8 kilómetros en dirección este-oeste de aproximadamente 12,4 kilómetros.
Kapfenberg (KG) tiene 13 subdivisiones, se dividió en los tres valles de Mürz, Laming y Bach Thörl:
1. Arndorf: con 181,64 hectáreas siendo la más pequeña de KG y posee el 75% de su territorio cubierto por bosques. Se llamó «Arpindorf» hasta cambiar su denominación por la actual. Es un territorio que ha optado por mantener su carácter rural.[1]
2. Deuchendorf: es un sitio escasamente poblado y dependiente de KG con 588,77 hectáreas, cuenta con varios asentamientos desde 1939. Se encuentra en la frontera con Sankt Lorenzen y es un mercado en auge.
3. KG Diemlach: con 230 hectáreas, la mayor parte la ocupa la empresa Felten & Guilleaume AG, unos asentamientos, la estación y la Diemlachkogel con unos 714 metros sobre el nivel del mar.
4. Einöd: con sus 830,59 hectáreas, el 92% de su territorio es montañoso y boscoso. En Floning y Rettenwandhöhle tiene el punto más alto de Kapfenberg.
5. KG Hafendorf: con 467,40 hectáreas es el sitio más densamente poblado de Kapfenberg.
6. Pötschach: con 265,28 hectáreas, aquí se encuentra la antigua firma Böhler y un centro industrial de 150 mil metros cuadrados.
7. KG Kapfenberg: con 412,08 hectáreas tiene el casco antiguo y la plaza principal, también el nuevo centro llamado «Plaza de Europa», el castillo y el centro deportivo.
8. Krottendorf: 332,63 hectáreas, posee el castillo con el mismo nombre que, originalmente estuvo rodeado por agua. La mayor parte del área construida es obra de Werk VI von Böhler.
9. KG Pötschen: con 242,36 hectáreas es el área mejor conservada y con el 62% cubierta por bosques. Allí se pueden encontrar algunos campos grandes.
10. Schörgendorf: 560,57 hectáreas, tiene el 60% de su tierra de bosques.
11. KG St Martin: 327,06 hectáreas, es el asentamiento más antiguo de la ciudad. En su iglesia se puede encontrar el cementerio. A mediados del siglo XIX fue un spa y tenía aguas curativas pero todo fue abandonado con la expansión del acero y la contaminación atmosférica resultante.
12. Stegg: tiene 767,16 hectáreas de bosque de un total de 824,92 hectáreas. Es la más densamente forestada.
13. Winkl: tiene una superficie de 859,48 hectáreas y es la más grande de Kapfenberg. Contiene a la parte principal de la planta de Böhler.

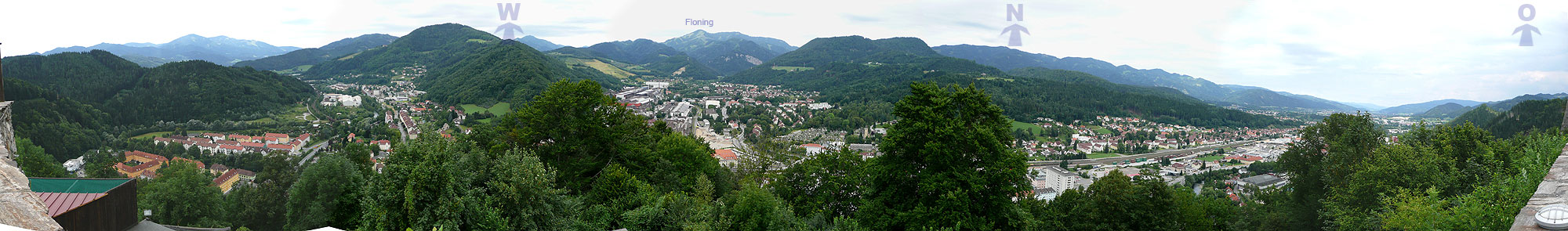
Fotografía panorámica de Kapfenberg.

## Historia

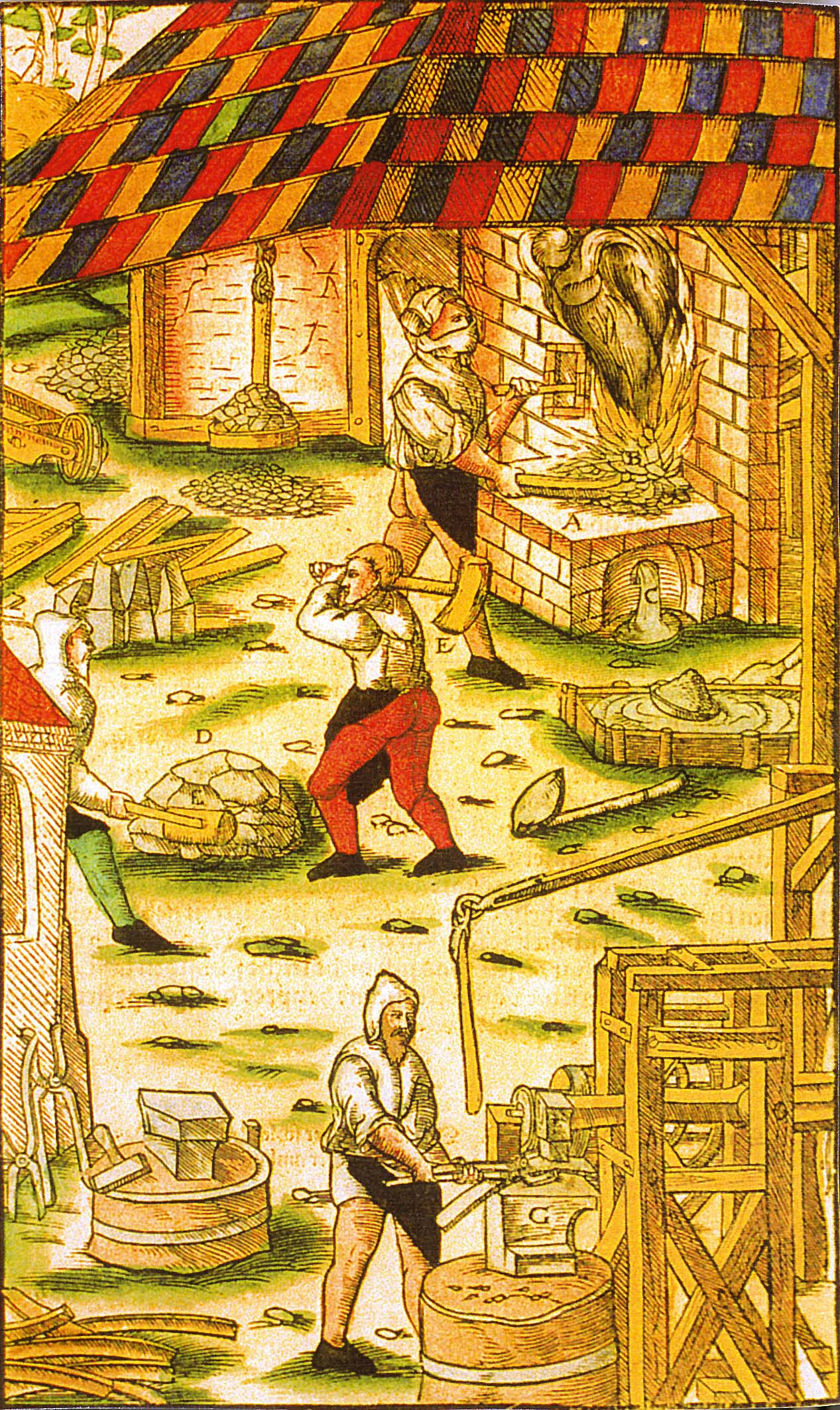
Fabricación del hierro en el.

Los primeros vestigios de Kapfenberg se encuentran en el período neolítico con vestigios de asentamientos urbanos en Rettenwandhöhle en la que se encontraron herramientas de piedra, de bronce, cerámicas y herramientas. Entre los años 5000 al 3000 a. C. se encuentra la Rettenwandhöhle. Aproximadamente en los años 1000 a. C. se forma la primera colonización y se producen excavaciones por parte de los ilirios, romanos y celtas.
En la primera centuria, una moneda romana aporta el testimonio de que Kapfenberg posiblemente era un almacén romano. En el año 890 los inmigrantes bávaros enterraban a sus muertos en el Distrito de Diemlach, lugar que fue hallado en 1929 pudiendo ser recuperados esqueletos y joyas. En 1096 se menciona por primera vez la Iglesia de St Martin en documentos.
En 1144 el Castillo «Chaffenberg» es mencionado como la construcción de la familia Stubenberg en un documento y en 1256 se conoce a Kapfenberg como a un mercado («in foro chapffinberg»), que sería colonizado en 1328 por aproximadamente unas veinte familias.
Para 1526 se otorga el poder a los ciudadanos de elegir a sus magistrados y jueces locales. Y en 1636 el emperador Fernando II de Habsburgo le concede a la ciudad mercado el escudo de armas. En 1769 estaba poblado por 71 ciudadanos, en 1814 hubo un gran incendio que arrasó con 61 de las 97 casas en total del lugar.

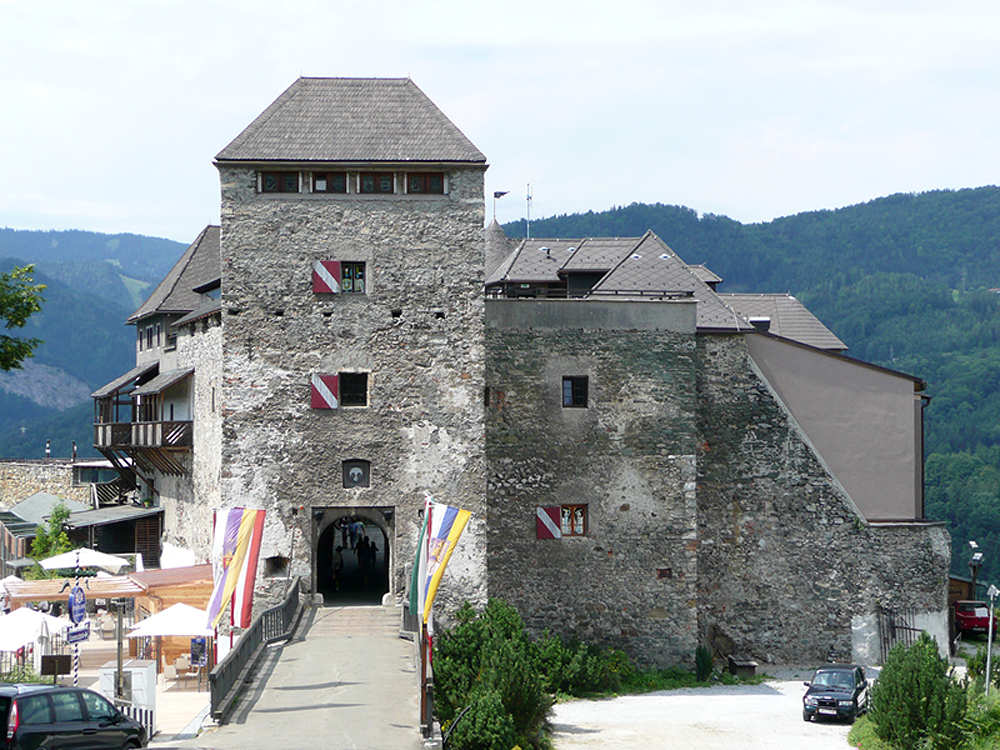
El castillo «Burg Oberkapfenberg».

Para 1844 se inaugura el primer tren local que tiene un recorrido desde Graz hasta Mürzzuschlag y en 1850 se unifica con KG Kapfenberg, Arndorf, Berndorf, Diemlach, Einöd, Pötschen, Schörgendorf, St Martin, y Winkl Stegg. En 1854, Franz von Mayr-Melnhof da comienzo al comercio de acero en Austria y en 1894 los hermanos Böhler compran la fábrica de acero, teniendo su auge entre 1914 y 1918 a causa de la Primera Guerra Mundial.
Desde 1918 a 1923 se comienzan a utilizar los ingresos provenientes de la industria para la implementación de proyectos comunitarios locales y en mayo de 1924 se asciende desde la categoría de mercado a la categoría de ciudad de Kapfenberg. Luego de esto y hasta 1938 hubo grandes problemas de desempleo debido a la crisis global, teniendo el 12 y 13 de febrero de 1934 un levantamiento popular en Kapfenberg y Bruck an der Mur por parte del partido social demócrata.
Entre 1938 y 1944 los nazis por satisfacer sus requerimientos de acero, aceleraron la industria local y alojaron a los trabajadores en cuarteles. Entre el 6 de noviembre de 1944 y el 10 de mayo de 1945, las instalaciones industriales y las casas particulares fueron destruidas por bombardeos de los aliados. El 9 de mayo de 1945 unos 30 mil soldados rusos marcharon a Kapfenberg pero la mayor parte de la industria local se encuentra desmantelada y destruida, siendo repelidos el 24 de julio por soldados británicos.
Luego de la reconstrucción del lugar financiada por el gobierno y por los propios lugareños, en 1971 se le concede a Kapfenberg la entrega de la bandera europea en reconocimiento a sus ideales.

## Geografía
Kapfenber tiene una altitud media de 501 metros en total. El punto más alto de Kapfenberg es Floning con una altitud de 1583 metros, el punto más bajo se encuentra en la frontera, es Mürz con 483 metros sobre el nivel del mar.
La ciudad está rodeada por ocho municipios vecinos, también pertenecientes al Distrito de Bruck-Mürzzuschlag: Bruck en el sur, Oberaich en el suroeste, San Katharein an der Laming en el oeste, Thörl en el noroeste, Parschlug al norte, Sankt Lorenzen im Mürztal en el noroeste, Sankt Marein im Mürztal al este y Frauenberg al sureste.
La región de Mürztal, limita al norte con los Alpes Mürztaler y al sur por los Alpes Fischbach se encuentra entre Kapfenberg y Mürzhofen y se extiende por la cuenca y parte del valle Norischen. En el norte y sur del valle yacen jóvenes sedimentos terciarios de interalpinos terciarios que están vinculados a la llamada zona Mur-Mürzfurche, una zona tectónica de debilidad (lineamiento) que se unifica. Las terrazas en la zona del valle compuesta de arena y gravas pequeñas tienen anchos de hasta diez metros, con una franja de llanura aluvial varía ampliamente. Dentro de los sedimentos cuaternarios dirige una masa de agua subterránea cerrada, en muchos lugares está en conjunción con el río Mura y es alimentado por las sierras.

## Clima
Kapfenberg tiene un clima continental templado y es parte de la región de Estiria del clima de Mürztal, que se extiende a Mürzzuschlag. La temperatura varía en el promedio mensual de largo plazo entre -2.3 °C en enero y 17,8 °C en julio. La temperatura media anual es de 8,1 °C. La zona es especialmente en invernal con vientos y neblinas y por lo tanto susceptible a tener frecuentes neblinas. Esto afecta a la duración de la luz del sol que en el invierno puede ser clara y en los valles puede estar por debajo del 30%.
| Parámetros climáticos promedio de Kapfenberg | Parámetros climáticos promedio de Kapfenberg | Parámetros climáticos promedio de Kapfenberg | Parámetros climáticos promedio de Kapfenberg | Parámetros climáticos promedio de Kapfenberg | Parámetros climáticos promedio de Kapfenberg | Parámetros climáticos promedio de Kapfenberg | Parámetros climáticos promedio de Kapfenberg | Parámetros climáticos promedio de Kapfenberg | Parámetros climáticos promedio de Kapfenberg | Parámetros climáticos promedio de Kapfenberg | Parámetros climáticos promedio de Kapfenberg | Parámetros climáticos promedio de Kapfenberg | Parámetros climáticos promedio de Kapfenberg |
| Mes                                          | Ene.                                         | Feb.                                         | Mar.                                         | Abr.                                         | May.                                         | Jun.                                         | Jul.                                         | Ago.                                         | Sep.                                         | Oct.                                         | Nov.                                         | Dic.                                         | Anual                                        |
| -------------------------------------------- | -------------------------------------------- | -------------------------------------------- | -------------------------------------------- | -------------------------------------------- | -------------------------------------------- | -------------------------------------------- | -------------------------------------------- | -------------------------------------------- | -------------------------------------------- | -------------------------------------------- | -------------------------------------------- | -------------------------------------------- | -------------------------------------------- |
| Temp. máx. media (°C)                        | 8                                            | 8                                            | 16                                           | 24                                           | 27                                           | 30                                           | 32                                           | 32                                           | 28                                           | 2                                            | 14                                           | 5                                            | 18.8                                         |
| Temp. mín. media (°C)                        | -13                                          | -11                                          | -10                                          | 0                                            | 0                                            | 8                                            | 9                                            | 6                                            | 7                                            | 4                                            | -5                                           | -14                                          | -1.6                                         |
| Fuente: Estadísticas de Kapfendorf 2011      |                                              |                                              |                                              |                                              |                                              |                                              |                                              |                                              |                                              |                                              |                                              |                                              |                                              |

En verano hay una precipitación máxima basada en el año. La mayor parte de la precipitación cae en julio, con un promedio de 111 mm, la más baja es en el mes de febrero, con un promedio de 32 mm. La precipitación media anual es de 796 mm. A menudo llegar la precipitación a la zona sobre la cresta del Hochschwab en los Alpes.

## Población
El primer aumento significativo de la población puede haber sido alrededor de 1890 (4368 habitantes), luego de que los hermanos Böhler adquirieron la fábrica de acero. El sitio se benefició de la fuerte con la nueva orientación exportadora de la empresa y la industria de defensa de la Primera Guerra Mundial. El número de empleados aumentó y con ello la población de 13.542 (1923). En la época de la Gran Depresión, que comenzó en el año 1929, la población fue ligeramente reducida hasta 13.369 (1934).
| Año  | Población total |
| ---- | --------------- |
| 1810 | 3.034           |
| 1910 | 10.335          |
| 1934 | 11.098          |
| 1945 | 20.952          |
| 1955 | 24.533          |
| 1965 | 26.338          |
| 1975 | 26.880          |
| 1985 | 26.697          |
| 1995 | 24.712          |
| 2005 | 23.559          |
| 2011 | 23.440          |

En la época de la Segunda Guerra Mundial, la población de 13.369 (1934) se elevó bruscamente a 23.789 (1951).
En los años de la posguerra hasta 1971, el número de personas se elevó a 26.300, teniendo las mayores ganancias en la historia de Kapfenberg. El número de empleados de la fábrica Böhler fue en el año 1972 compuesto por un total de 8.000.
La crisis posterior del acero y con el proceso de privatización de la empresa, debido a la reducción del número de empleados -3.500 empleados- de Böhler en el nuevo milenio, dejó caer la población a un total de 21.831 en 2011.
En diciembre de 2011 había un total de 3.146 extranjeros en Kapfenberg, en su mayoría rumanos (583 personas), croatas (480) y de Eslovenia junto con Macedonia y Bosnia Herzegovina (466).

## Economía

### Transporte público
El «Mürztaler Verkehrs-Gesellschaft mbH» (MVG) mantiene conectada a la ciudad, a Bruck an der Mur y Leoben con una red de autobuses y forma parte de la Asociación de Transporte Estiria. Del 20 de octubre de 1944 al 15 de febrero de 2002 se realizaron inversiones en la ciudad, y la Oberleitungsbus Kapfenberg, fue sustituido por razones de costo operativo por autobuses ordinarios. Además, la compañía de transporte regional interna de la ciudad con destino a Mariazell se encuentra operativa.
En cuanto al ferrocarril «Südbahnstrecke» de Kapfenberg, tiene una parada en la estación local que regularmente funciona de Railjet/EC-Züge en dirección a Viena/Graz. La universidad tiene una parada a la que acceden solamente los trenes regionales.

### Rutas

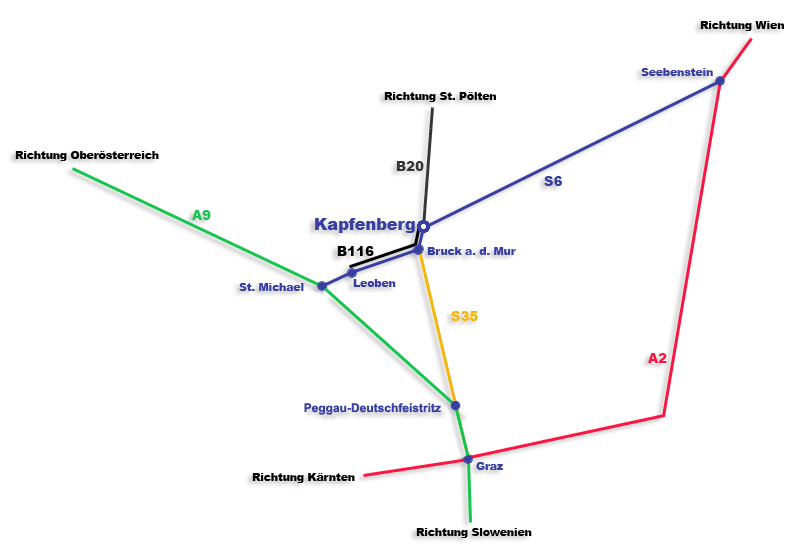
Mapa de las rutas cercanas a Kapfenberg.

Una de las principales rutas de Kapfenberg es la Semmeringschnellstraße S6, que se extiende de noroeste a sudoeste y por medio de un túnel que atraviesa la montaña llega a la ciudad. La S6 es la principal conexión a Mürzzuschlag y Leoben.
Paralela a Mürz, se extiende de noroeste a suroeste la ruta Leobener Straße B116 que actúa como principal conexión con la ciudad de Bruck an der Mur. La B116 atraviesa todo el casco antiguo de la ciudad, el Tribunal y la Corte de Justicia utilizando el túnel Schlossbergtunnels. De norte a sur se encuentra la Mariazeller Straße B20, que conduce a Mariazell, al límite norte con la Alta Estiria y a St Pölten en la Baja Austria.
En los primeros cuatro kilómetros de la S35 de la ciudad de Graz y a 36 kilómetros de distancia, en Sankt Michael se encuentra la conexión a la autopista Pyhrn Autobahn A9. En la ruta S6, el nodo Seebenstein a 80 kilómetros de distancia conecta con la autopista Süd Autobahn A2.

## Cultura

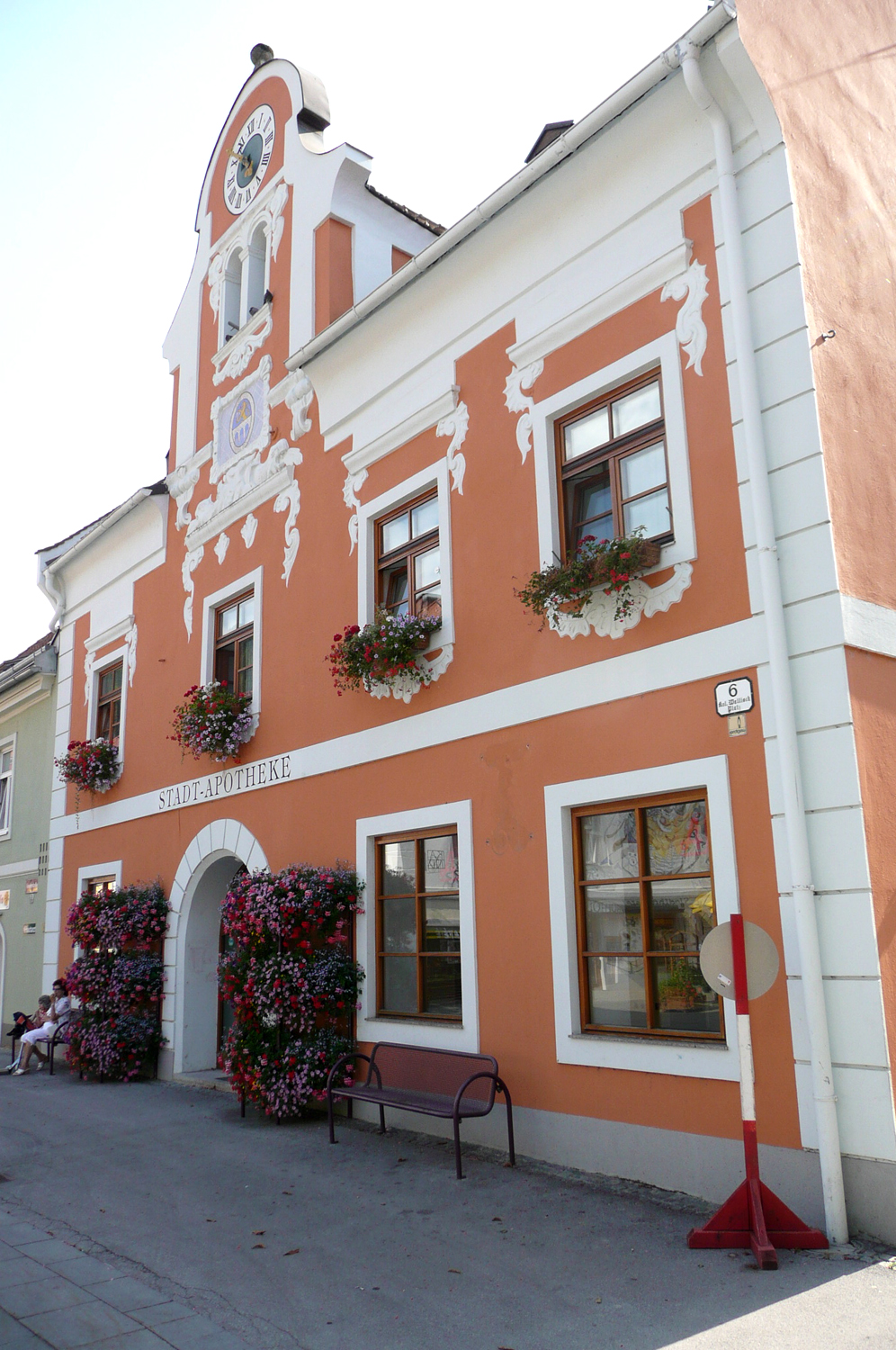
El antiguo ayuntamiento de Kapfenberg.

El antiguo ayuntamiento fue creado alrededor de 1240 y posee una fachada a dos aguas de estilo barroco. Fue el ayuntamiento desde los años 1604 hasta 1911 y posee tiendas en su planta baja.
El nuevo ayuntamiento de la ciudad de Kapfenberg posee fachada clásica, es la casa más antigua de la vieja zona y fue construido alrededor del año 1140. La población compró el edificio en 1909 y lo utilizó desde 1911 hasta la actualidad como el centro político local.

### Educación

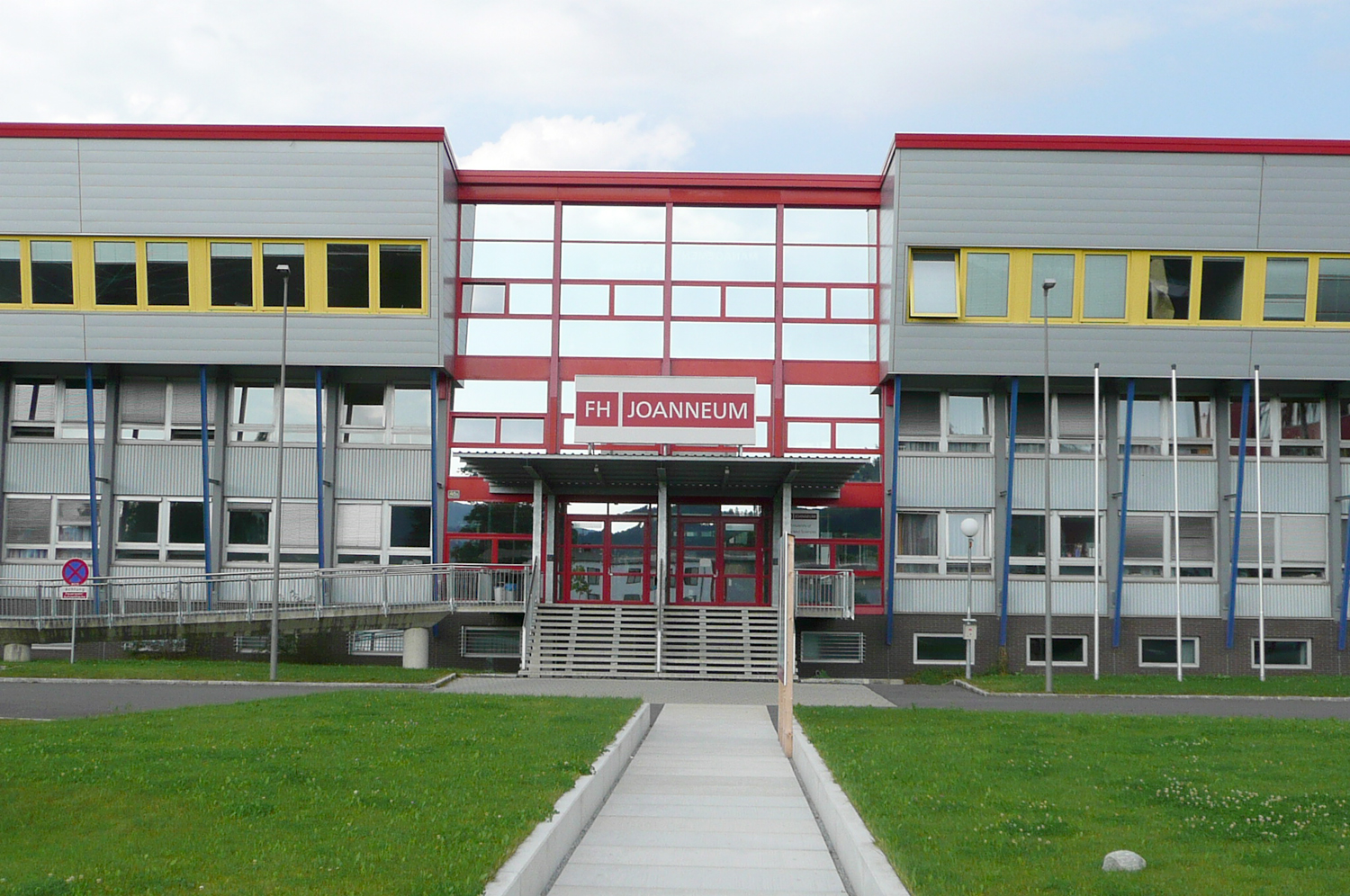
Vista de la Universidad de Ciencias Aplicadas FH Joanneum.

Kapfenberg posee 7 escuelas primarias y 2 escuelas secundarias, una escuela politécnica y una escuela especial; además posee una Escuela de Ingeniería, una Escuela de Ingeniería Técnica, el Colegio Hafendorf Agropecuario y Forestal y la Universidad de Ciencias Aplicadas FH Joanneum. La Escuela de Música de Kapfenberg es una de las más prestigiosas de la región y que fue modelo para las demás escuelas de música de la región de Estiria.
Para la construcción de la Escuela de Música se nombró en 1948 al doctor Erich Marckhl, creado una escuela modelo. Las clases se iniciaron en una choza que sería superada por el número de alumnos que allí asistirían, por ello en 1952 se trasladaría a un salón. En 1953 se nombrba al profesor Max Heider como el responsable de la Escuela, quién era un respetado director de orquesta, desarrollando una orquesta propia en el lugar.
En 1970 se realiza un complejo sistema de suscripción a la Escuela de Música y en 1996 se renueva el edificio, en 1998 la Escuela tendría un nuevo estatuto. Para los años de 2012 a 2013 tenía una matriculación de 840 alumnos, con 32 profesores impartiendo las clases.

### Deportes

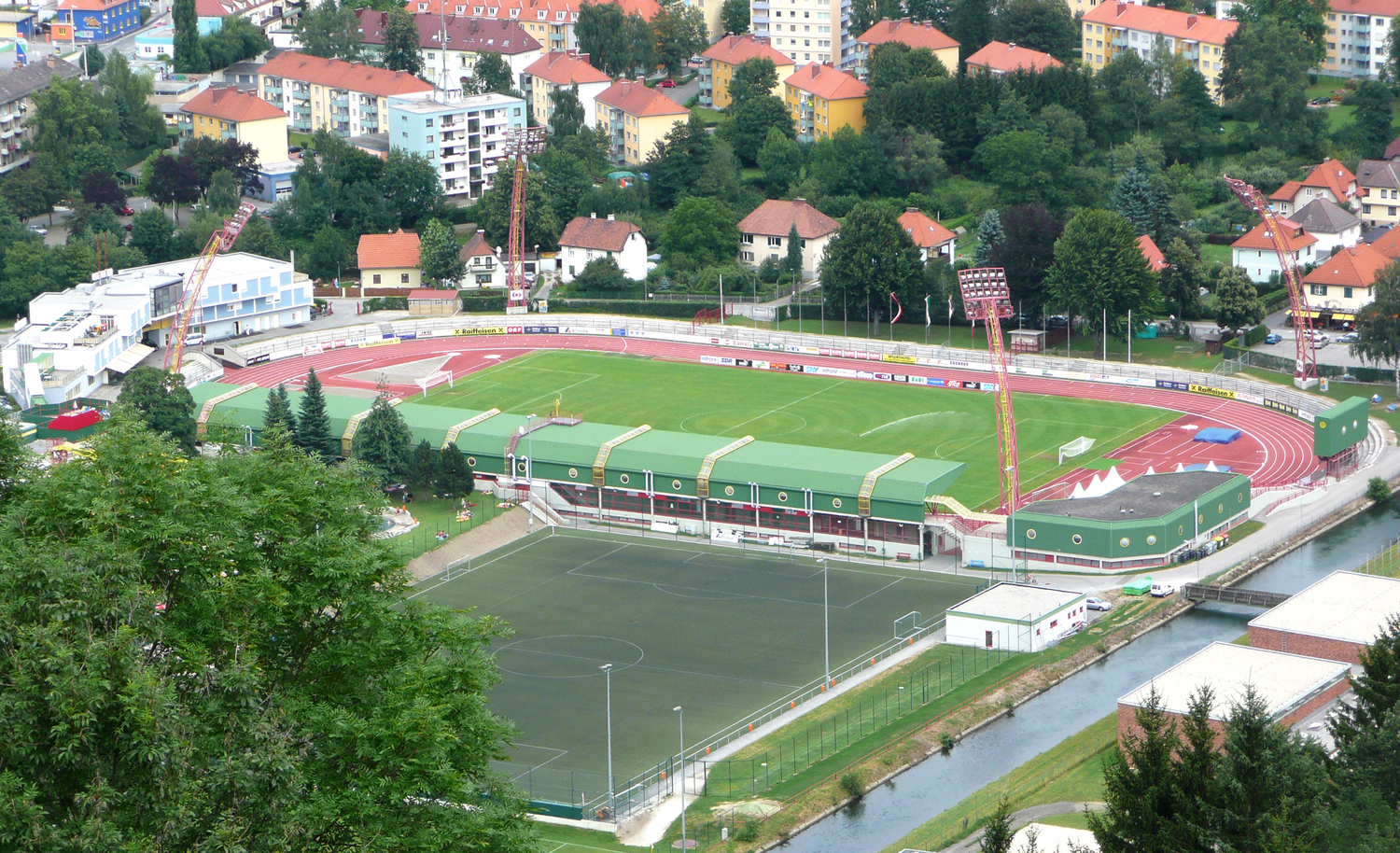
Estadio Franz Fekete.

Con el estadio legendario Qualtinger-Ausspruch gracias al cual Kapfenberg ha sido conocido como la "ciudad deportiva" traspasando las fronteras austríacas.
El Centro Deportivo de Kapfenberg ha preparado durante años atletas de calidad nacional e internacional en diversos deportes: clubes de fútbol como el Rapid Viena, AS Roma, Everton FC, Fulham FC y el AC Siena; hombres y mujeres del equipo austríaco de esquí, como también la selección de natación, baloncesto y hockey.
En el polideportivo de Kapfenberg también se han desarrollado las Olimpíadas Especiales del 22 al 27 de junio de 2006, conteniendo aproximadamente a 1.500 atletas de 17 países del mundo.
El centro de deportes Kapfenberg consiste en el Estadio Franz Fekete, un polideportivo con piscina cubierta y al aire libre, y una pista sobre hielo y polivalente. El Estadio Franz Fekete fue inaugurado en 1951 como el Estadio Alpes, en 1987 volvió a abrir sus puertas completamente modernizado y puede alojar cerca de 12.000 visitantes.
La Kapfenberger Sports Association (KSV) tiene unos 5.500 miembros, 24 sucursales locales y 14 asociaciones afiliadas. Es una de las mayores asociaciones deportivas de Austria con deportes como fútbol, basket, hockey sobre hielo, esquí, tenis de mesa y otros.